# 9. SS-Panzer-Division „Hohenstaufen“
Die 9. SS-Panzer-Division „Hohenstaufen“ war eine Panzer-Division der Waffen-SS während des Zweiten Weltkrieges.

## Geschichte

### Aufstellung

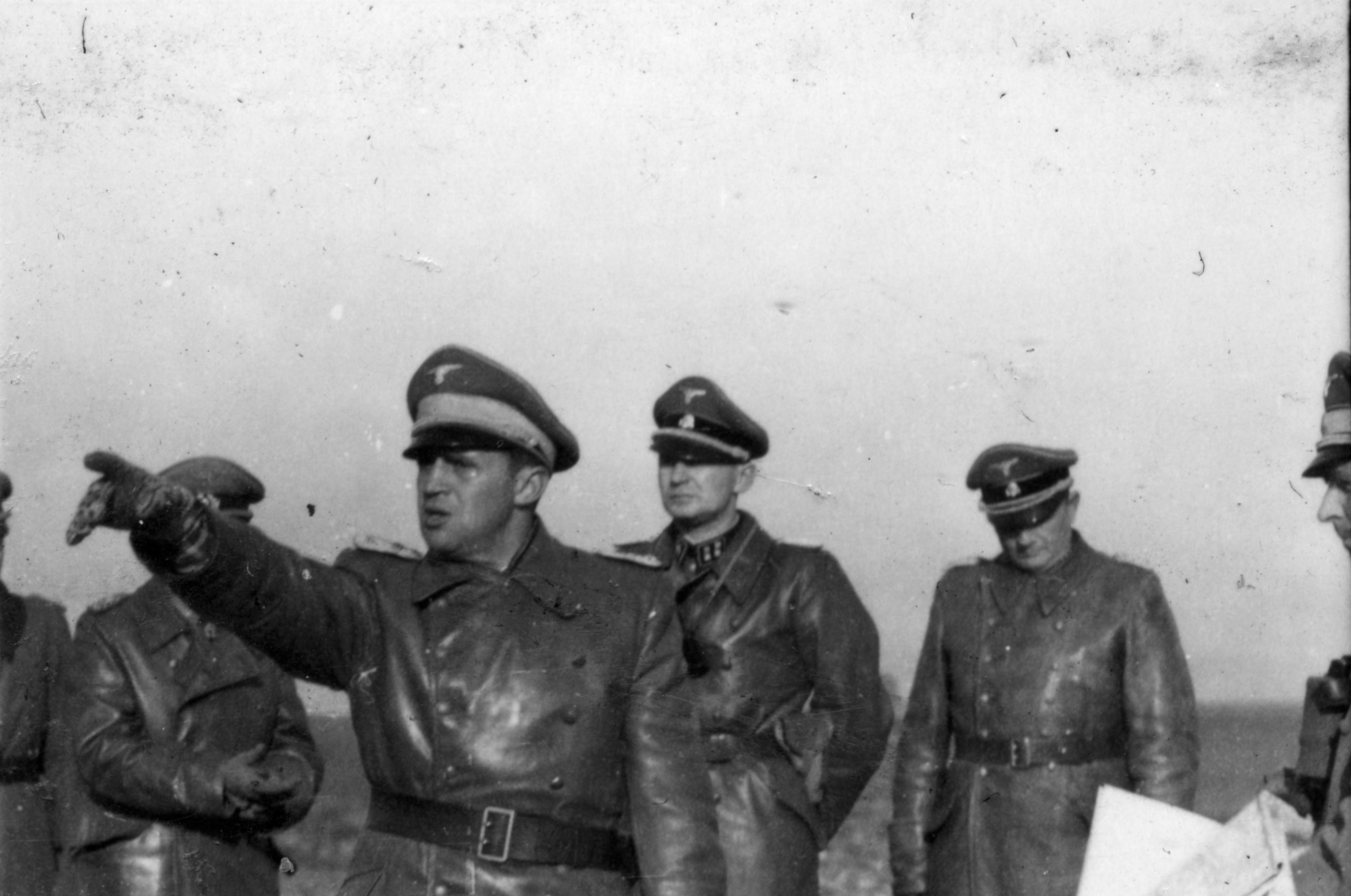
Frankreich. Offiziere des Heeres und Führer der Waffen-SS besichtigen eine Übung der Waffen-SS-Division „Hohenstaufen“, 9. SS-Panzer-Division

Die Division wurde am 1. Februar 1943 in Berlin-Lichterfelde als SS-Panzergrenadier-Division 9 aufgestellt. Zunächst bestand sie nur aus Angehörigen der Ersatzverbände SS-Panzergrenadier-Division Leibstandarte SS Adolf Hitler, wurde aber mit Freiwilligen aus allen Teilen des Deutschen Reiches aufgefüllt. Im Frühjahr 1943 wurde der Verband zunächst auf den Truppenübungsplatz Mailly-le-Camp bei Reims, verlegt, im April 1943 dann nach Ypern. Hier erhielt sie den Ehrennamen Hohenstaufen.

### Einsätze
Nach der Aufstellung wurde die Panzer-Division im März 1944 zunächst nach Südfrankreich beordert, im April 1944 dann aber zur 4. Panzerarmee in den Süden der Sowjetunion verlegt, wo sie im Raum Kamenez-Podolsk eingesetzt wurde. Nach drei Monaten Fronteinsatz im Osten wurde die Division nach der Invasion in der Normandie im Juni 1944 an das II. SS-Panzerkorps abgegeben und an der Invasionsfront eingesetzt. Britische Truppen setzten am 28. Juni 1944 von Tilly aus zum Angriff auf Caen, wurden aber von Teilen der 9. SS-Panzer-Division Hohenstaufen zurückgeschlagen, womit die Einnahme Caens verhindert wurde.
Am 29. Juli verließ ein Transport mit 21 neuen Jagdpanzern IV für die SS-Panzerjäger Abteilung 9 der Division das Heereszeugamt.
Im August 1944 nahm die 9. SS-Panzer-Division an einem Gegenangriff auf die bei Avranches durchgebrochenen Einheiten der US-Armee teil. Kurz darauf wurde die gesamte deutsche 7. Armee sowie das II. SS-Panzerkorps im Kessel von Falaise von den Alliierten eingeschlossen. In verlustreichen Kämpfen gelang es der 9. SS-Panzer-Division, zwischen Mortain und Domfront die feindlichen Linien zu durchbrechen. Die abgekämpfte Division wurde daraufhin zur Auffrischung in den Raum Arnheim verlegt.
Während der Operation Market Garden im September 1944 wurden Alarmeinheiten der Division zusammen mit solchen der 10. SS-Panzer-Division „Frundsberg“ gegen die alliierten Luftlandetruppen bei Oosterbeek westlich von Arnheim eingesetzt. Den Kampfgruppen der SS-Divisionen gelang es, den Widerstand der britischen und polnischen Fallschirmjäger zu brechen und schließlich am 22. September 1944 Arnheim wieder vollständig in Besitz zu nehmen.
Beide Divisionen wurden zur weiteren Auffrischung an Ausrüstung und Panzern im Oktober nach Westfalen verlegt. Am 9. November 1944 verließ ein Transport mit 21 neuen Panzer IV/70 (V) für die SS-Panzerjäger Abteilung 9 der Division das Heereszeugamt.
Ab Anfang Dezember 1944 war die 9. SS-Panzer-Division im Auffrischungsraum in Bereitschaft für die Ardennenoffensive, an der sie im Rahmen der 6. Panzerarmee teilnahm, bevor die gesamte Armee zum Entsatz Budapests nach Ungarn verlegt wurde.
Nach dem Scheitern des Unternehmens zog sich die Division im März 1945 nach Österreich zurück, wo sie bis Mai 1945 dem XXII. Armeekorps der 2. Panzerarmee unterstellt war. Nach der Kapitulation bei Steyr gingen die Angehörigen der Division in US-amerikanische Kriegsgefangenschaft und wurden im Juli 1945 in das ehemalige KZ Ebensee am Traunsee verlegt.

### Einsatzgebiete
- Februar 1943 bis März 1944 Frankreich (Aufstellung der Division)
- April bis Juni 1944 Südrussland (Die Division wurde zum Entsatz der im Raum um Kamenez-Podolsk eingeschlossenen Verbände der 1. Panzerarmee eingesetzt)
- Juni bis August 1944 Frankreich (Verhinderung der Einnahme Caens durch die Briten)
- September bis Dezember 1944 Niederlande (Teilnahme an den Kämpfen um den Großraum Arnheim)
- Dezember 1944 bis Februar 1945 Belgien (Bereitstellung für die Ardennenoffensive)
- Februar bis März 1945 Ungarn (Ziel war der Angriff zur Donau und der Entsatz von Budapest)

## Gliederung 1944
- SS-Panzer-Regiment 9
- SS-Panzer-Grenadier-Regiment 19
- SS-Panzer-Grenadier-Regiment 20
- SS-Panzer-Artillerie-Regiment 9
  - SS-Flak Artillerie-Abteilung 9
  - SS-Sturmgeschütz-Abteilung 9
  - SS-Panzer-Aufklärungs-Abteilung 9
  - SS-Panzerjäger-Abteilung 9
  - SS-Panzer-Pionier-Bataillon 9
  - SS-Panzer-Nachrichten-Abteilung 9
  - SS-Versorgungseinheiten 9

## Kommandeure
- Februar 1943 bis März 1943 SS-Gruppenführer und Generalmajor der Waffen-SS Wilhelm Bittrich
- 29. Juni 1944 bis 10. Juli 1944 SS-Standartenführer Thomas Müller (mit der Führung beauftragt)
- Juli 1944 SS-Standartenführer Sylvester Stadler
- August 1944 SS-Oberführer Friedrich-Wilhelm Bock
- September bis 10. Oktober 1944 SS-Obersturmbannführer Walter Harzer
- 10. Oktober 1944 bis Mai 1945 SS-Oberführer Sylvester Stadler

## Bekannte Divisionsangehörige
- Friedrich Entress (1914–1947), war ein verurteilter Kriegsverbrecher
- Hans-Joachim Geiger (1913–1962), war ein verurteilter Kriegsverbrecher
- Hermann Pook (1901–1983), war ein verurteilter Kriegsverbrecher
- Günter Samtlebe (1926–2011), war SPD-Politiker und von 1973 bis 1999 Oberbürgermeister der Stadt Dortmund
- Martin Sommer (1915–1988), war ein verurteilter Kriegsverbrecher
- Antoine Touseul (1921–1991), war ein verurteilter Kriegsverbrecher

## Filmmaterial
- Richard Attenborough, Die Brücke von Arnheim Erscheinungsjahr 1977